# Sarah Blake
Sarah Blake (Terre Haute, 21 agosto 1980) è un'attrice pornografica statunitense diventata professionista intorno al 2003 e specializzata nel genere fetish.

## Carriera
Quando Sarah Blake entrò per la prima volta nel campo dei film per adulti intese restarci solamente per un mese, però poi cambiò idea.
Tra gli altri, ha lavorato anche per Steve Lightspeed, per un paio d'anni con lo pseudonimo di Little Troublemaker, e per FTV Girls. Il 14 maggio 2008 riportò sul proprio sito l'intenzione di prendersi una pausa di molti mesi dal lavoro a causa di un intervento di chirurgia plastica per l'aumento del seno.

## Riconoscimenti
- 2005 AVN Awards nomination – Best Solo Sex Scene – Screaming Orgasms 13[4]
- 2006 AVN Awards nomination – Best Sex Scene Coupling – Innocence: Perfect Pink (con Nick Manning)[5]
- 2006 AVN Awards nomination – Best Oral Sex Scene – Jack's Playground 24 (con Eric Masterson)[5]
- 2007 AVN Awards nomination – Best All-Girl Sex Scene, Video – All About Keri (con Justine Joli)[6]

## Filmografia
- Best Of Stocking Feet 1 (2003)
- Liquid (2003)
- Metropolis (2003)
- 18 and Easy 1 (2004)
- Barely Legal 46 (2004)
- Cheerleader Auditions 1 (2004)
- Cheerleader Auditions 2 (2004)
- Cum in My Mouth I'll Spit It Back in Yours 2 (2004)
- Edge (2004)
- Finger Licking Good 1 (2004)
- Girl Crazy 3 (2004)
- Girl on Girl 1 (2004)
- Girls Off the Hook (2004)
- Hardcore Sex In The City (2004)
- Hardcore Sex In The City 2 (2004)
- Hook-ups 6 (2004)
- Innocence Perfect Pink (2004)
- Jack's Playground 12 (2004)
- Jenna's Obsessions (2004)
- Lipstick Erotica (2004)
- Lipstick Lesbians 2 (2004)
- Marty Zion's Perfection (2004)
- Mystified 2: The Quest (2004)
- Nina Hartley's Private Sessions 15 (2004)
- Nina Hartley's Private Sessions 16 (2004)
- Pillow Talk (2004)
- Porn Star Station 1 (2004)
- Pussy Party 1 (2004)
- Pussyman's Decadent Divas 25 (2004)
- Schoolgirls (2004)
- Screaming Orgasms 13 (2004)
- Slexy (2004)
- Taboo 2 (2004)
- Tales of Lace (2004)
- Welcome to the Valley 1 (2004)
- Welcome to the Valley 3 (2004)
- Welcome to the Valley 5 (2004)
- Barely 18 18 (2005)
- Body Language (2005)
- Can You Be A Pornstar? 7 & 8 (2005)
- Cotton Panties Half Off (2005)
- Drive (2005)
- Girls Hunting Girls 3 (2005)
- Girls Hunting Girls 7 (2005)
- Hand Gagged and Hogtied (2005)
- Hind Sight is 20/20 (2005)
- Home Schooled 2 (2005)
- Hypnotik Illusions (2005)
- Jack's Playground 24 (2005)
- Jenna's Favorite Fantasies (2005)
- Love Letters (2005)
- Please Don't Hogtie Me (2005)
- Pop 3 (2005)
- Pussyman's Decadent Divas 26 (2005)
- Secrets of a Porn Talent Scout 3 (2005)
- Soloerotica 6 (2005)
- Soloerotica 8 (2005)
- Teagan: All American Girl (2005)
- Teen Hitchhikers 5 (2005)
- Welcome to the Valley 6 (2005)
- All About Keri (2006)
- Barely Legal Drop it Like it's Hot (2006)
- Buffy Malibu's Nasty Girls 34 (2006)
- Flesh and Fantasy (2006)
- Kidnapping of Sarah Blake (2006)
- Model Citizen (2006)
- Naked Damsels in Distress (2006)
- Rubber Ranch (2006)
- Secrets (2006)
- Stripnotized 17 (2006)
- Suck It Til It Pops (2006)
- Tristan Taormino's House of Ass (2006)
- All American Girls (2007)
- Band Camp Bangin 2 (2007)
- Behind Closed Doors (2007)
- Belladonna: No Warning 3 (2007)
- Belladonna's Fucking Girls 5 (2007)
- Girls in White 2007 2 (2007)
- Jenna Goes Solo (2007)
- Latex Slaves 2 (2007)
- Rendezvous in Malibu (2007)
- Sorority Sluts: Iota Eta Pi (2007)
- ATK Petite Amateurs 1 (2008)
- Dirty Delights (2008)
- Fresh Teens 2 (2008)
- Matt's Models 9 (2008)
- Red Hotz (2008)
- Steamy Seduction (2008)
- Tristan Taormino's Expert Guide to the G Spot (2008)
- Porn Stars...Ultimate Sex Partners (2009)
- Belladonna Live (2010)
- Girls Kissing Girls 5 (2010)
- Lesbian Adventures: Strap-On Specialists 2 (2010)
- Lucky: A Woman's POV (2010)
- Road Queen 16 (2010)
- Road Queen 17 (2010)
- AIDA Syndrome (2011)
- No Ifs, Ands - Just Butts! 2 (2011)
- Superstar Talent (2011)